# Острожаны (Черкасская область)
Острожа́ны (укр. Острожани) — село в Жашковском районе Черкасской области Украины.
Население по переписи 2001 года составляло 895 человек. Занимает площадь 12 км². Почтовый индекс — 19250. Телефонный код — 4747.

## Местный совет
19250, Черкасская обл., Жашковский р-н, с. Острожаны